# Открытый чемпионат Майами по теннису 2016
Открытый чемпионат Майами по теннису 2016 года — ежегодный профессиональный теннисный турнир, в 31-й раз проводившийся в Ки-Бискейне, Майами на открытых хардовых кортах. Мужской турнир имеет категорию ATP Masters 1000, а женский — WTA Premier Mandatory.
Соревнование продолжает мини-серию из двух турниров, основная сетка которых играется более 1 недели.
Соревнования были проведены на кортах Tennis Center at Crandon Park с 21 марта по 3 апреля.
Прошлогодние победители:
- мужчины одиночки —  Новак Джокович.
- женщины одиночки —  Серена Уильямс.
- мужчины пары —  Боб Брайан /  Майк Брайан.
- женщины пары —  Саня Мирза /  Мартина Хингис.

## Общая информация
Мужской одиночный турнир собрал всех представителей Top-10 мирового рейтинга. Первым номером посева стал лидер классификации и чемпион двух последних розыгрышей турнира Новак Джокович, а вторым Энди Маррей. Чемпион 2005 и 2006 годов Роджер Федерер должен был выступить в качестве третьего номера посева, но в последний момент снялся с турнира. До финала турнира смог дойти главный фаворит Джокович и шестой номер посева Кэй Нисикори. В итоге победу одержал Новак, который смог отстоять свой титул и выиграть его в общей сложности в шестой раз (кроме трёх последних побед он выигрывал ещё в 2007, 2011-12 годах). По числу побед на турнире в Майами он сравнялся с Андре Агасси, который до этого момента был единственным кто выигрывал мужские одиночные соревнования шесть раз. К слову только Агасси и Джокович смогли выиграть титул среди мужчин более двух раз. В основном турнире приняли участие пять представителей России и дальше всех смог пройти Андрей Кузнецов — четвёртый раунд.
В мужском парном разряде победу одержал французский дуэт Николя Маю и Пьер-Юг Эрбер, которые в полуфинале выбили с турнира прошлогодних чемпионов пару Боб и Майк Брайан. Для Маю и Эрбера этот титул после выигрыша в Индиан-Уэллс стал вторым подряд на турнирах серии Мастерс.
Женский одиночный турнир также собрал всех сильнейших теннисисток мира из первой десятки. Главной фавориткой являлась стала лидер женского тенниса и чемпионка трёх последних розыгрышей Серена Уильямс. Американская теннисистка неожиданно проиграла в четвёртом раунде Светлане Кузнецовой. Россиянка в итоге смогла выйти в финал, где компанию ей составила Виктория Азаренко. Белорусская теннисистка, которая совсем недавно смогла победить на турнире в Индиан-Уэллсе, выиграла и на этом турнире. На этом турнире Виктория стала чемпионкой в третий раз (до этого в 2009 и 2011 годах). В основной сетке турнира приняло участие семь россиянок. Из них, помимо финалистки Кузнецовой,Екатерина Макарова смогла пройти в четвертьфинал.
Главный парный приз у женщин достался третьим номерам посева Бетани Маттек-Сандс и Луции Шафаржовой. В финале они обыграли Тимею Бабош и Ярославу Шведову. Прошлогодние победительницы Мартина Хингис и Саня Мирза выступали в качестве первого номера посева, но уже во втором раунде проиграли Маргарите Гаспарян и Монике Никулеску, которые в свою очередь, обыграв фаворитов, дошли до полуфинала.

## Соревнования

### Мужчины. Одиночный турнир
Новак Джокович обыграл  Кэя Нисикори со счётом 6-3, 6-3.
- Джокович выигрывает 4-й одиночный титул в сезоне и 63-й за карьеру в основном туре ассоциации.
- Нисикори сыграл 2-й одиночный финал в сезоне и 18-й за карьеру в основном туре ассоциации.

### Женщины. Одиночный турнир
Виктория Азаренко обыграла  Светлану Кузнецову со счётом 6-3, 6-2.
- Азаренко выиграла 3-й одиночный титул в сезоне и 20-й за карьеру в туре ассоциации.
- Кузнецова сыграла 2-й одиночный финал в сезоне и 38-й за карьеру в туре ассоциации.

### Мужчины. Парный турнир
Николя Маю /  Пьер-Юг Эрбер обыграли  Равена Класена /  Раджива Рама со счётом 5-7, 6-1, [10-7].
- Маю выигрывает свой 3-й парный титул в сезоне и 13-й за карьеру в основном туре ассоциации.
- Эрбер выигрывает свой 2-й парный титул в сезоне и 5-й за карьеру в основном туре ассоциации.

### Женщины. Парный турнир
Бетани Маттек-Сандс /  Луция Шафаржова обыграли  Тимею Бабош /  Ярославу Шведову со счётом 6-3, 6-4.
- Маттек-Сандс выигрывает 2-й парный титул в сезоне и 19-й за карьеру в туре ассоциации.
- Шафаржова выигрывает 1-й парный титул в сезоне и 9-й за карьеру в туре ассоциации.